# Nebulosa de la Hormiga
La nebulosa de la Hormiga (formalmente conocida como Mz 3 o Menzel 3) es una nebulosa planetaria en la constelación de Norma distante unos 3000 años luz de la Tierra. Su nombre proviene de su forma, que recuerda el tórax y la cabeza de una hormiga.

## Características
Una de las nebulosas bipolares más sorprendentes, la nebulosa de la Hormiga está formada por un núcleo brillante y, al menos, cuatro flujos de materia distintos. Han sido identificados como: un par de brillantes lóbulos bipolares, dos flujos opuestos muy colimados en forma de columna, un sistema cónico de estructura radial y un tenue flujo radial con forma de anillo.
Algunos investigadores creen que la nebulosa de la Hormiga alberga una estrella simbiótica en su centro. Una segunda posibilidad es que el giro de la estrella moribunda haya provocado que su intenso campo magnético se haya enrollado de forma compleja; vientos con carga y con velocidades de 1000 km/s -similares al viento solar pero mucho más densos- pueden haber seguido líneas de campo torcidas en su camino hacia el exterior. Estos densos vientos pueden tornarse visibles por la luz ultravioleta proveniente de la estrella central o por colisiones supersónicas con el gas ambiental que excita el material con fluorescencia. Si bien no hay ninguna nebulosa realmente similar a ella, la nebulosa M2-9 tiene cierto parecido, aunque la velocidad del flujo en la nebulosa de la Hormiga es hasta 10 veces mayor que en M2-9.
La nebulosa de la Hormiga fue descubierta por Donald Menzel en 1922.